# Aethecerinus wilsonii
Aethecerinus wilsonii – gatunek chrząszcza z rodziny kózkowatych. 

## Zasięg występowania
Ameryka Północna, występuje w  płd. USA od centralnego Teksasu po zach. Oklahomę.

## Biologia i ekologia
Spotykany nielicznie od lipca od listopada. Larwy i imago  spotyka się na drewnie różnych gatunków.